# Ángel Gómez Hernández

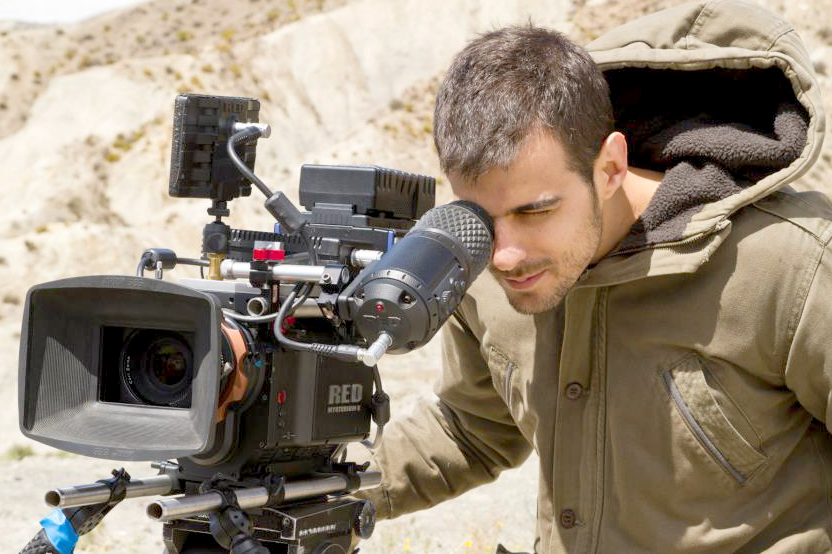
Ángel Gómez Hernández 2012 während der Dreharbeiten zu Y la muerte lo seguía

Ángel Gómez Hernández (* 7. Oktober 1988 in Algeciras, Andalusien) ist ein spanischer Filmregisseur und Drehbuchautor.

## Leben
Ángel Gómez Hernández wurde 1988 in Algeciras in der Autonomen Region Andalusien geboren. Bis 2009 besuchte er die Cesur Formación. Sein Studium der Filmregie und des Drehbuchs am Studienzentrum Ciudad de la Luz in Alicante, wo sich die gleichnamigen Filmstudios befinden, schloss er 2012 ab.
Nach einer Reihe von Kurzfilmen, wie Y la muerte lo seguía aus dem Jahr 2012, Videoclips, Dokumentarfilmen und Werbespots gab Hernández mit dem Horrorfilm Voces, der am 31. Juli 2020 in die spanischen Kinos kommt, sein Spielfilmdebüt als Regisseur.
Hernández ist einer der Gründer einer in Madrid ansässigen Filmschule, der Escuela Verité, und arbeitet als Professor für Kamera an der Universität von Cádiz. Zudem gibt er Kurse in Regie und Drehbuch.

## Filmografie (Auswahl)
- 2006: El Perdón (Kurzfilm, Regie und Drehbuch)
- 2008: Lágrimas de papel (Kurzfilm, Regie und Drehbuch, zudem als Schauspieler)
- 2010: Sed de luz (Kurzfilm, Regie und Drehbuch)
- 2011: La última víctima (Kurzfilm, Produktion, Regie und Drehbuch)
- 2016: Behind (Kurzfilm, Produktion, Regie und Drehbuch)

## Auszeichnungen (Auswahl)
Molins Film Festival
- 2016: Auszeichnung als Bester Kurzfilm mit dem Publikumspreis (Behind)
- 2016: Nominierung als Bester Kurzfilm für den Preis der Jury (Behind)

San Sebastián Horror and Fantasy Film Festival
- 2016: Auszeichnung als Bester spanischer Kurzfilm mit dem Publikumspreis (Behind)